# ICI-204,448
ICI-204,448 je lek koji deluje kao potentan i periferno selektivan κ-opioidni agonist, sa mogućom primenom u lečenju srčanog udara kao i antisvrabnih efekata. On se koristi u istraživanjima za uočavanje razlike između centralnih od periferno posredovanih efekata kapa opioidnog receptora.

## Spoljašnje veze
|  | Molimo Vas, obratite pažnju na važno upozorenje u vezi sa temama iz oblasti medicine (zdravlja). |